# Stadskommun
Stadskommun, eller mer formellt stad, används som ett administrativt begrepp för en typ av kommun, som i vissa länder har officiell status och i andra används informellt. Det skall ej förväxlas med ordet stad i betydelsen "större ort". 

## I Sverige och Finland
Stad var i Sverige (före 1971) och är i Finland en primärkommun (Finlands kommuner) som administrerade ett bebyggt område, som ofta i sig sågs som en "stad", eller ett större område där stadsbebyggelsen ingick, och motsvarades utanför städerna av landskommuner. Ibland inkluderades köpingar, ibland utgjorde köpingar ytterligare en kommuntyp. Det fanns historiskt stora skillnader mellan hur den kommunala verksamheten var ordnad i städer jämfört med på landet och en stad hade ett betydligt större självstyre jämfört med en landskommun. Det gällde också olika bebyggelseregler och städerna hade större ansvar för gemensamma anläggningar som gator och renhållning. 
Begreppet "stadskommun" är relativt ovanligt men nämns i källor från 1839, 1884 och senare, väl närmast som en ibland föredragen förtydligande språklig motsvarighet till landsbygdens enheter, där den officiella benämningen "landskommun" faktiskt innehöll ordet "kommun". Begreppet används för de svenska städer, vilka inrättades som egna kommuner när 1862 års kommunalförordningar trädde i kraft  och de ytterligare som bildades fram till och med år 1951. Begreppet stadskommun användes inte i kommunernas namn, utan de skrevs som X stad, och inte heller i lagar och andra förordningar kring städerna.

## Stadskommun som översättning av utländska begrepp
Begreppet stadskommun kan även användas som översättning av vissa utländska benämningar, till exempel danska købstadskommune eller österrikiska Stadtgemeinde. 
I Tyskland används i regel enbart benämningen Stadt för en stadskommun där centralorten har officiella stadsrättigheter. En Stadt är en typ av kommun (Gemeinde) som också kan omfatta ett betydligt större område än själva tätorten; en Stadt har förutom rätten att kalla sig stad heller inte någon förvaltningsrättslig särställning från Gemeinden i Tyskland. Det förekommer dock att en Titularstadt, en mindre ort som av historiska skäl kallas stad, ligger i en kommun som formellt kallas Gemeinde; en sådan kommun är alltså inte en stadskommun trots att orten kallas Stadt. I vissa tyska förbundsländer är även begreppet köpingskommun (Markt eller Marktgemeinde) fortfarande i bruk.
I Polen är en stadskommun (gmina miejska) en särskild typ av kommun (gmina) som huvudsakligen omfattar en centralort med stadsrättigheter; de flesta medelstora och större städer är stadskommuner, även om små stadskommuner också förekommer. En stads- och landskommun (gmina miejsko-wiejska) omfattar både en stad med stadsrättigheter och dess omkringliggande landsbygd med mindre orter. Denna typ av kommun är vanligast bland småstäder.
I USA varierar definitionen av kommunala enheter mellan delstaterna. En town, village eller city som juridisk person kan ofta fungera som en typ av stadskommun inom tätortsområdet, där en tätorts politiska och administrativa organ övertagit många kommunala uppgifter från det county där orten ligger.